# کارناوال بازل
کارناوال یا جشن شهر بازل بزرگ‌ترین جشن در کشور سوییس محسوب می‌شود که هر ساله بین ماه‌های مارس و فبریه در بازل برپا می‌شود.
کارناوال بازل یا فاسناخت صبح روز دوشنبه بعد از چهارشنبه خاکستر راس ساعت ۴ صبح شروع می‌شود. این کارناوال ۷۲ ساعت به طول می‌انجامد. بنابراین ساعت ۴ صبح پنجشنبه پایان می‌پذیرد.